# Izabela Puklewicz-Łuczak
Izabela Puklewicz-Łuczak – polska skrzypaczka i wokalistka, występująca w zespołach szantowych Cztery Refy oraz Flash Creep.
Puklewicz urodziła się w Częstochowie, w rodzinie o muzycznych tradycjach. Przez 5 lat uczęszczała do szkoły muzycznej, ucząc się gry na skrzypcach. W liceum za namową Pawła Hutnego rozpoczęła współpracę z zespołem szantowym Sir Francis Drake. Zespół opuściła w 1994 roku, przechodząc do Czterech Refów. W 2003 roku wraz z Maciejem Łuczakiem i Tomaszem Morozowskim stworzyła zespół Flash Creep, grający mniej klasyczną muzykę morską.

## Życie prywatne
Prywatnie związana jest z Maciejem Łuczakiem, również muzykiem Czterech Refów oraz Flash Creep. W 2014 roku para wzięła ślub w Filharmonii Opolskiej. Posiadają dwójkę dzieci.

## Dyskografia

### Z Czterema Refami
- Folk Tunes, Sea Songs & Shanties (1995)
- Kiedy z morza wraca Jack (1996)
- Bitwy morskie (1996)
- Sea Songs, Shanties & Folk Tunes (1997)
- On Deck (z Simonem Spaldingiem, 1997)
- Czas w morze ruszać nam (1998)
- Wszyscy na deck! (2002)
- Tak było (1987-1992) (2004)
- Time & Tide (z Ianem Woodsem, 2006)
- Tak było II (1987-1992) (2007)
- Bound Away (2011)
- Live (2013)

### Z Flash Creep
- Sen (2008)